# Claudette Colvin

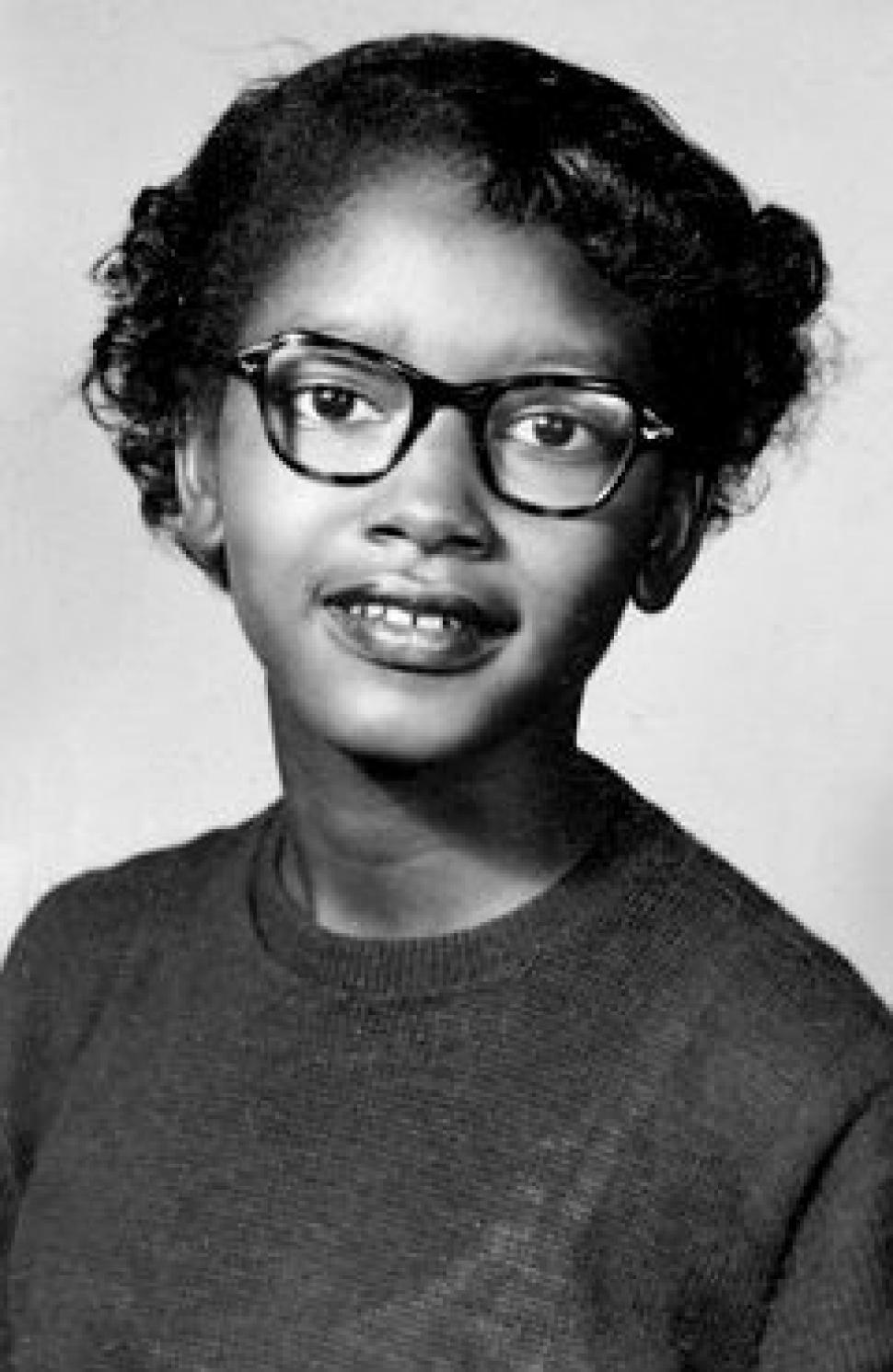
Claudette Colvin, 13 Jahre alt, im Jahr 1953. Am 2. März 1955 war sie die erste Person, die verhaftet wurde, weil sie sich der Rassentrennung im Bus in Montgomery, Alabama, widersetzte.

Claudette Colvin (* 5. September 1939 in Birmingham, Alabama) ist eine der Vorreiterinnen der US-amerikanischen Bürgerrechtsbewegung von 1955 bis 1968.
Als 15-Jährige widersetzte sie sich am 2. März 1955 der damaligen Rassentrennung in öffentlichen Bussen in Alabama, neun Monate vor der bekannteren Bürgerrechtlerin Rosa Parks. Als erste zahlte sie nach ihrer Verhaftung nicht die vorgesehene Strafe, sondern zog vor Gericht. Die daraus entstehenden Verfahren hoben die Segregation des Busverkehrs auf.
Ihr ziviler Ungehorsam wurde lange Zeit nicht von der NAACP publik gemacht, da Colvin, zu dieser Zeit Teenager, während des Gerichtsverfahrens ein uneheliches Kind erwartete. Es wurde befürchtet, sie sei damit ein schlechtes Vorbild für die Bewegung.

## Der Bus-Vorfall
Colvin war 1955 eine Schülerin an der Booker T. Washington High School in Montgomery. Auf ihrem Rückweg am 2. März wollte sie in einen Capital Heights Bus einsteigen (am selben Platz stieg neun Monate später auch Rosa Parks für ihren Protest ein).
Busse waren in mehrere Abschnitte untergliedert. Vorne durften nur Weiße sitzen, hinten waren Plätze für Schwarze. In der Mitte war es für Schwarze erlaubt zu sitzen – jedoch nur solange, bis ein Weißer einen Sitz dort beanspruchte. Dann mussten alle Schwarzen dieser Reihe aufstehen und sich nach hinten stellen, damit die Rassentrennung aufrechterhalten blieb. Als eine weiße Frau zustieg, ordnete der Busfahrer Robert W. Cleere an, dass Colvin (und zwei weitere schwarze Passagiere) aufzustehen hatten. Als Colvin sich weigerte, musste sie den Bus verlassen und wurde von zwei Polizeibeamten festgenommen.
Während des Schultages zuvor hatte sie an einem Aufsatz gearbeitet, der sich mit einem weiteren Aspekt der Segregation befasste – Schwarzen war es demnach nicht erlaubt, die Umkleidekabinen in Bekleidungsgeschäften zu benutzen.

## Gerichtsverfahren
Am 11. Mai 1956 sagte Colvin, gemeinsam mit drei weiteren Frauen, in einem Gerichtssaal in Montgomery im Fall Browder v. Gayle aus. Der Prozess wurde bis vor den obersten Gerichtshof der USA ausgefochten. Die Anwälte zogen hierzu Colvins Fall nicht mehr heran, da sie wegen „Verstoßes gegen die öffentliche Ordnung“, nicht aber wegen Verstoßes gegen die Rassentrennung in Bussen selbst angeklagt war.
Colvin wurde zu einer Bewährungsstrafe verurteilt und erhielt einen Eintrag im Strafregister.
Dieser Eintrag wurde Ende 2021 auf Beschluss eines Richters in Montgomery gelöscht.